# Porpita
Genre
Porpita est un genre de cnidaires hydrozoaires pélagiques flottants, de la famille des Porpitidae.

## Liste des espèces

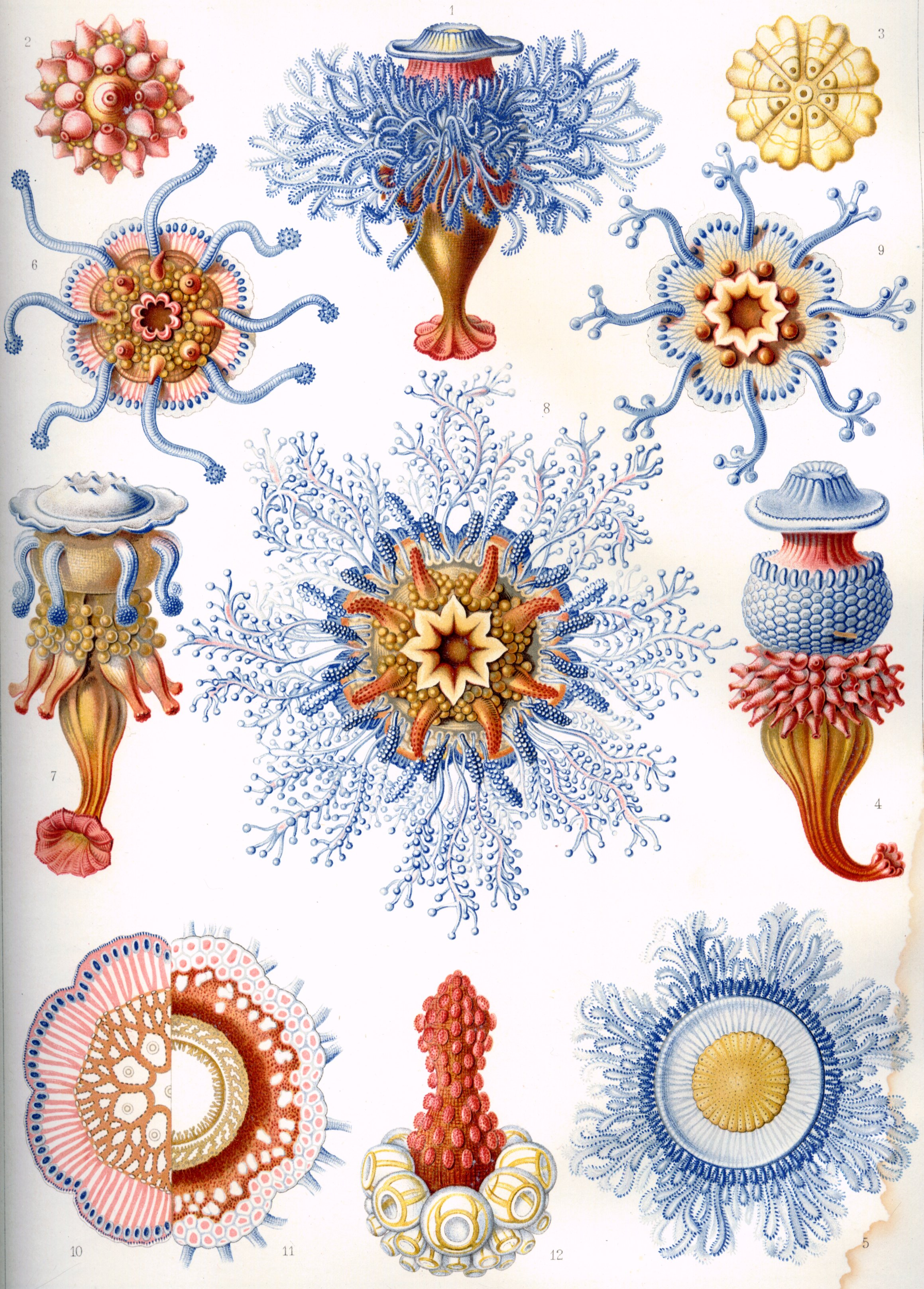
Diverses représentations de Porpita prunella et Porpita porpita à différents stades de développement, par Ernst Haeckel.

Selon World Register of Marine Species (22 septembre 2015) :
- Porpita linneana (Lesson, 1843)
- Porpita porpita (Linnaeus, 1758)
- Porpita prunella (Haeckel, 1888).